# Bremer Leichtathletik-Verband

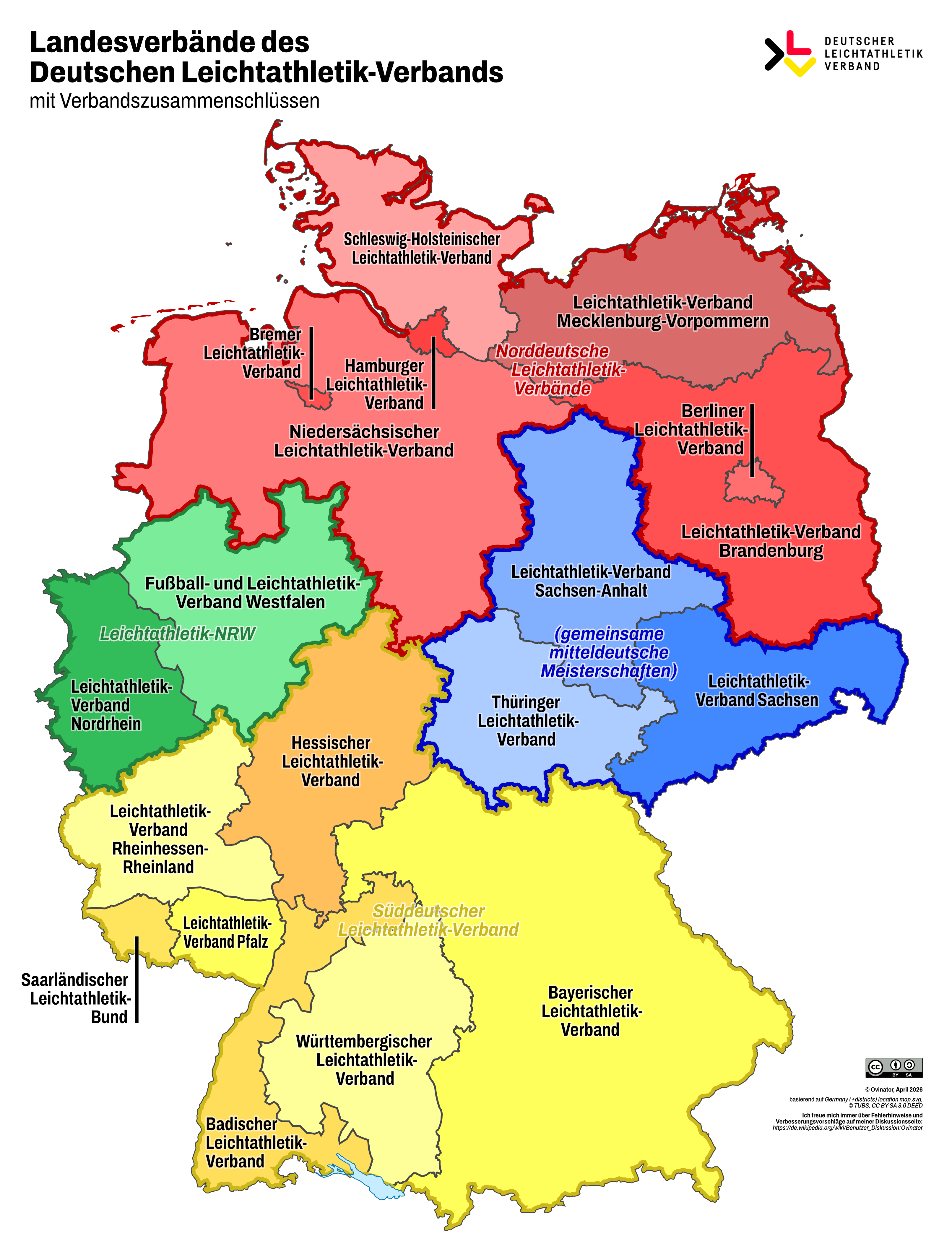
BLV in Deutschland

Der Bremer Leichtathletik-Verband (BLV) ist der Dachverband aller Leichtathletikvereine im Bundesland Bremen, bestehend aus den Städten Bremen und Bremerhaven. Er ist einer der 19 Landesverbände des Deutschen Leichtathletik-Verbandes (DLV). 
Der BLV ist Mitglied im Landessportbund Bremen. 

## Geschichte

### Gründung
Der BLV wurde 1949 gegründet.

### Vorsitzende
- Carl Huhn
- Dr. Werner Gudat
- Dr. Wilhelm Häseker
- Marion Poppen
- Dr. Matthias Reick
- Philipp Mehrtens
- Herwig Renkwitz